# Carmignano
Carmignano ist eine italienische Gemeinde und ein Weinbaugebiet mit  14.618 Einwohnern (Stand 31. Dezember 2023) in der Provinz Prato, in der Toskana.

## Geographie
Die Gemeinde liegt auf einer Höhe von 189 m s.l.m.. Im östlichen Gemeindegebiet fließt der Fluss Ombrone Pistoiese.
Die Nachbargemeinden sind Capraia e Limite (FI), Lastra a Signa (FI), Montelupo Fiorentino (FI), Poggio a Caiano, Prato, Quarrata (PT), Signa (FI) und Vinci (FI).

## Kultur und Sehenswürdigkeiten
Medici-Villa
- Villa Medici von Artimino

Sakrale Bauwerke

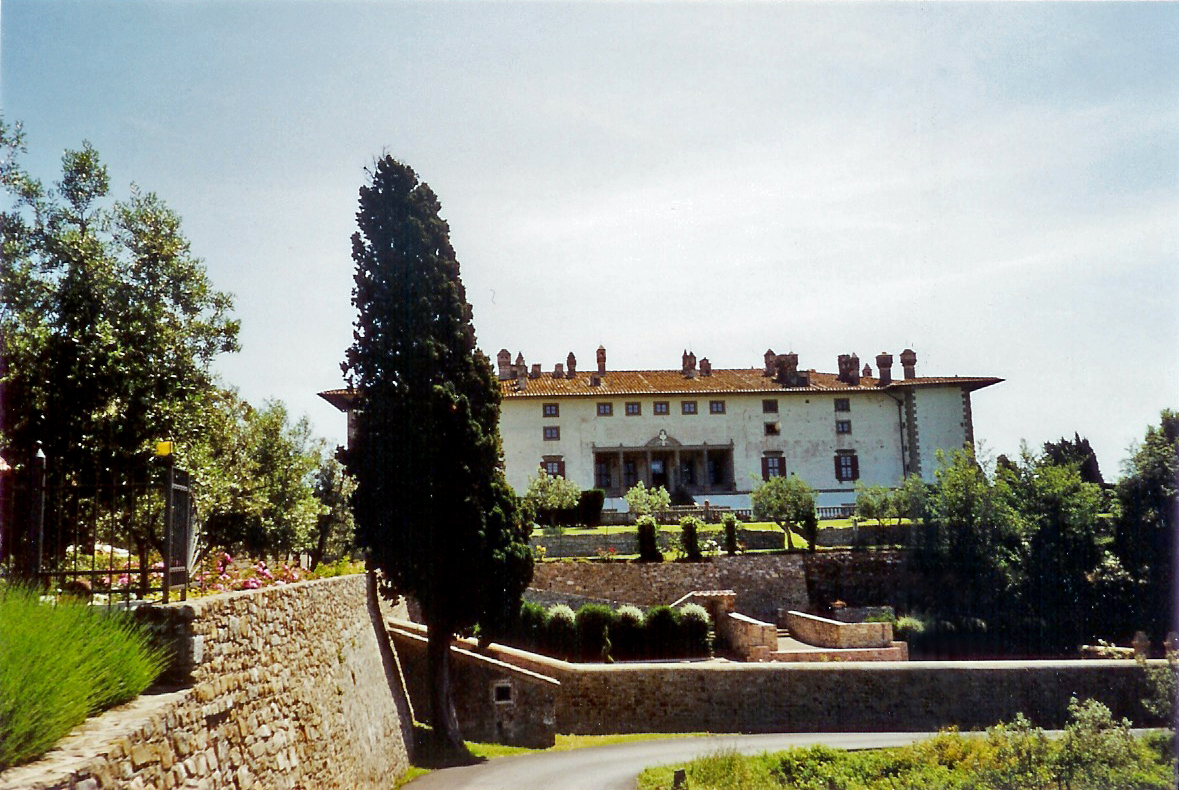
Medici-Villa Artimino

- San Michele (Comeana), im 14. Jahrhundert begonnen, einfache Fassade mit geschwungenem Giebel, daneben ein Glockenturm von 1812
- San Lorenzo (Montalbiolo), Hochaltar mit Madonna, Christuskind und Heiligen, um 1670, Simone Pignoni zugeschrieben
- SS. Michele e Francesco

Der Legende nach erhielt der Heilige Franziskus im Jahr 1211, als er sich zum Predigen in der Gegend von Carmignano aufhielt, von der Gemeinde ein Stück Land. An diesem Platz außerhalb der Stadtbefestigungen errichtete sein Mitbruder Bernhard von Quintavalle einen Konvent und ein Oratorium. In der Folgezeit wuchs die Stadt an und die Kirche wurde eingemeindet und in die Pfarrkirche SS. Michele e Francesco umgewandelt. Sie beherbergt das Altarbild Heimsuchung von Jacopo Pontormo.

## Wirtschaft
In Carmignano werden der DOCG-Wein Carmignano und die DOC-Weine Barco Reale di Carmignano und Vin Santo di Carmignano hergestellt.

## Persönlichkeiten
- Sergio Maggini (1920–2021), Radrennfahrer
- Luciano Maggini (1925–2012), Radrennfahrer